# 28343 Florcalandra
28343 Florcalandra è un asteroide della fascia principale. Scoperto nel 1999, presenta un'orbita caratterizzata da un semiasse maggiore pari a 3,1144473 au e da un'eccentricità di 0,2330227, inclinata di 16,47785° rispetto all'eclittica.
L'asteroide è dedicato all'astronoma argentina Maria Florencia Calandra.